# Маккасторна
Маккасторна (итал. Maccastorna) — коммуна в Италии, располагается в регионе Ломбардия, в провинции Лоди.
Население составляет 60 человек (2008 г.), плотность населения составляет 12 чел./км². Занимает площадь 5 км². Почтовый индекс — 26843. Телефонный код — 0377.
Покровителем коммуны почитается святой великомученик Георгий, празднование 23 апреля.

## Демография
Динамика населения:

## Администрация коммуны
- Официальный сайт: